# Claise
La Claise est un cours d'eau français, qui coule dans les départements de l'Indre et d'Indre-et-Loire, en région Centre-Val de Loire.
C'est un affluent de la Creuse, donc un sous-affluent de la Loire, par la Vienne.

## Géographie

### Cours
Le cours d'eau a une longueur de 86,51 km.
Il prend sa source dans le département de l'Indre, à 138 m d'altitude, dans le « Bois de l'Écot », sur le territoire de la commune de Luant, puis s'écoule vers l'ouest.
Son confluent avec la Creuse, se situe dans le département d'Indre-et-Loire, à 42 m d'altitude, sur le territoire de la  commune d'Abilly,.

### Départements et communes traversés
La rivière traverse quinze communes situés dans les départements de l'Indre et d'Indre-et-Loire,.

#### Indre (36)
- Azay-le-Ferron
- Luant
- Martizay
- Mézières-en-Brenne
- Neuillay-les-Bois
- Niherne
- Sainte-Gemme
- Saint-Michel-en-Brenne
- Vendœuvres

#### Indre-et-Loire (37)
- Abilly
- Bossay-sur-Claise
- Boussay
- Chaumussay
- Le Grand-Pressigny
- Preuilly-sur-Claise

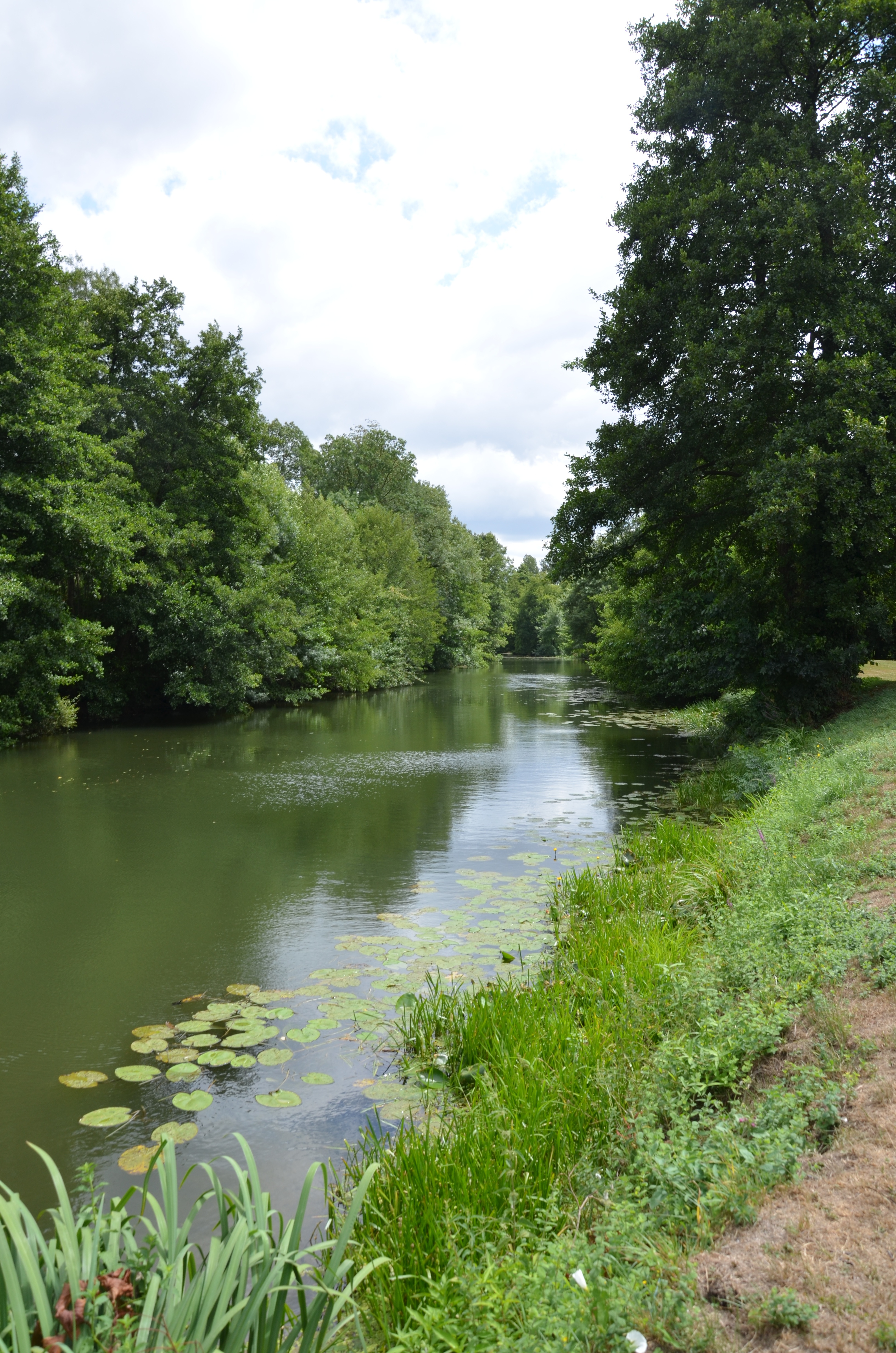
Bossay-sur-Claise en 2015.

### Bassin versant
Les bassins hydrographiques sont découpés dans le référentiel national BD Carthage en éléments de plus en plus fins, emboîtés selon quatre niveaux : régions hydrographiques, secteurs, sous-secteurs et zones hydrographiques.
La Claise traverse les huit zones hydrographiques suivantes :  
- la Claise du Clercq à l'Aigronne ;
- la Claise du rau de l'Étang Vieux au L611700 ;
- la Claise du rau des Cinq Bondes au Clercq ;
- la Creuse de la Luire à la Claise ;
- la Claise de l'Aigronne à la Creuse ;
- la Creuse de la Claise à L'Esves ;
- la Claise du L611700 au rau des Cinq Bondes ;
- la Claise de sa source au rau de l'Étang Vieux.

Le bassin versant de la Claise s'insère dans les zones hydrographiques « La Claise du Clercq à l'Aigronne, la Claise du rau de l'Étang Vieux au L611700, la Claise du rau des Cinq Bondes au Clercq, la Claise de l'Aigronne à la Creuse, la Claise du L611700 au rau des Cinq Bondes et la Claise de sa source au rau de l'Étang Vieux. », au sein du bassin DCE plus large « La Loire, les cours d'eau côtiers vendéens et bretons ».

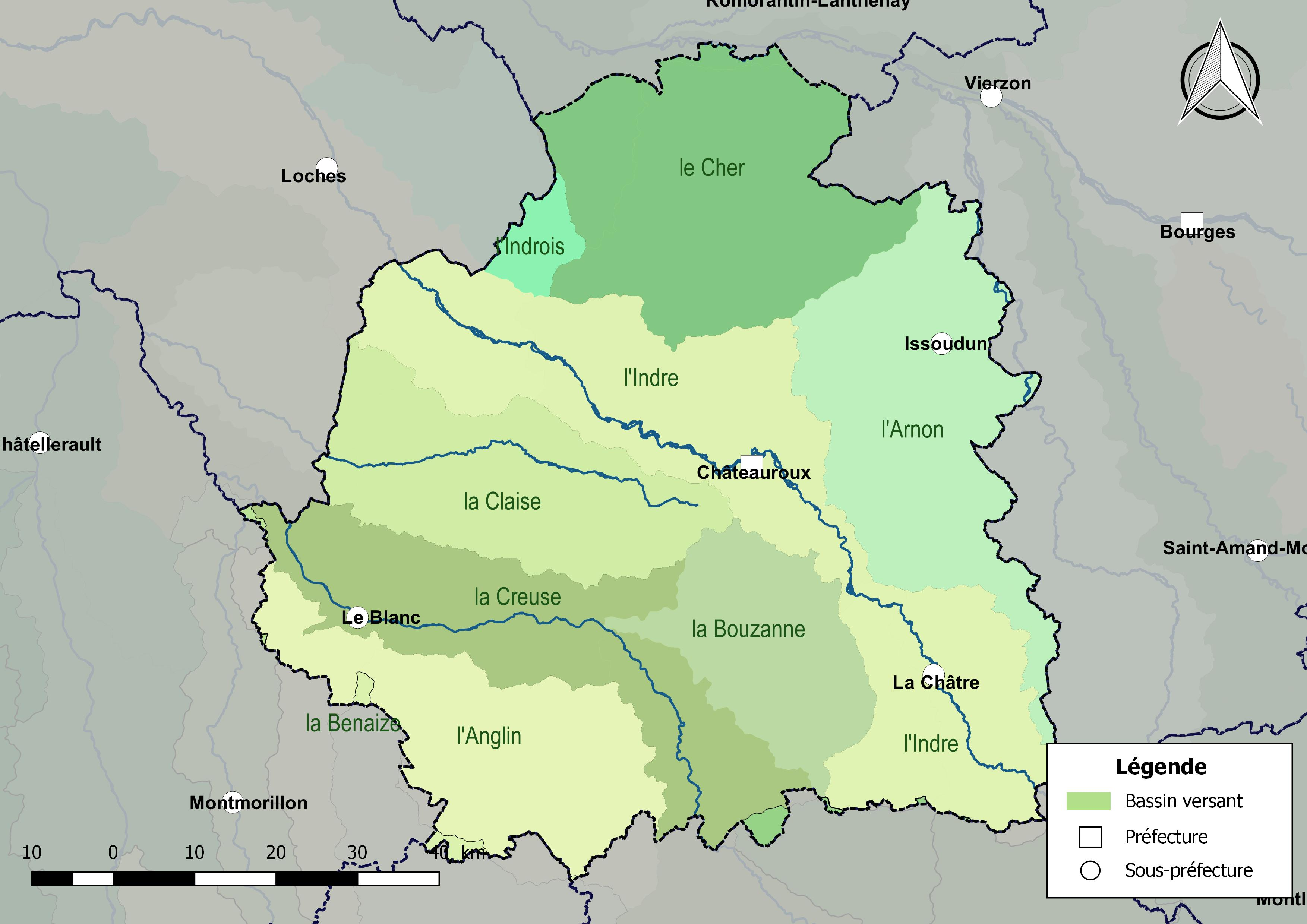
Les principaux bassins versants du département de l'Indre.
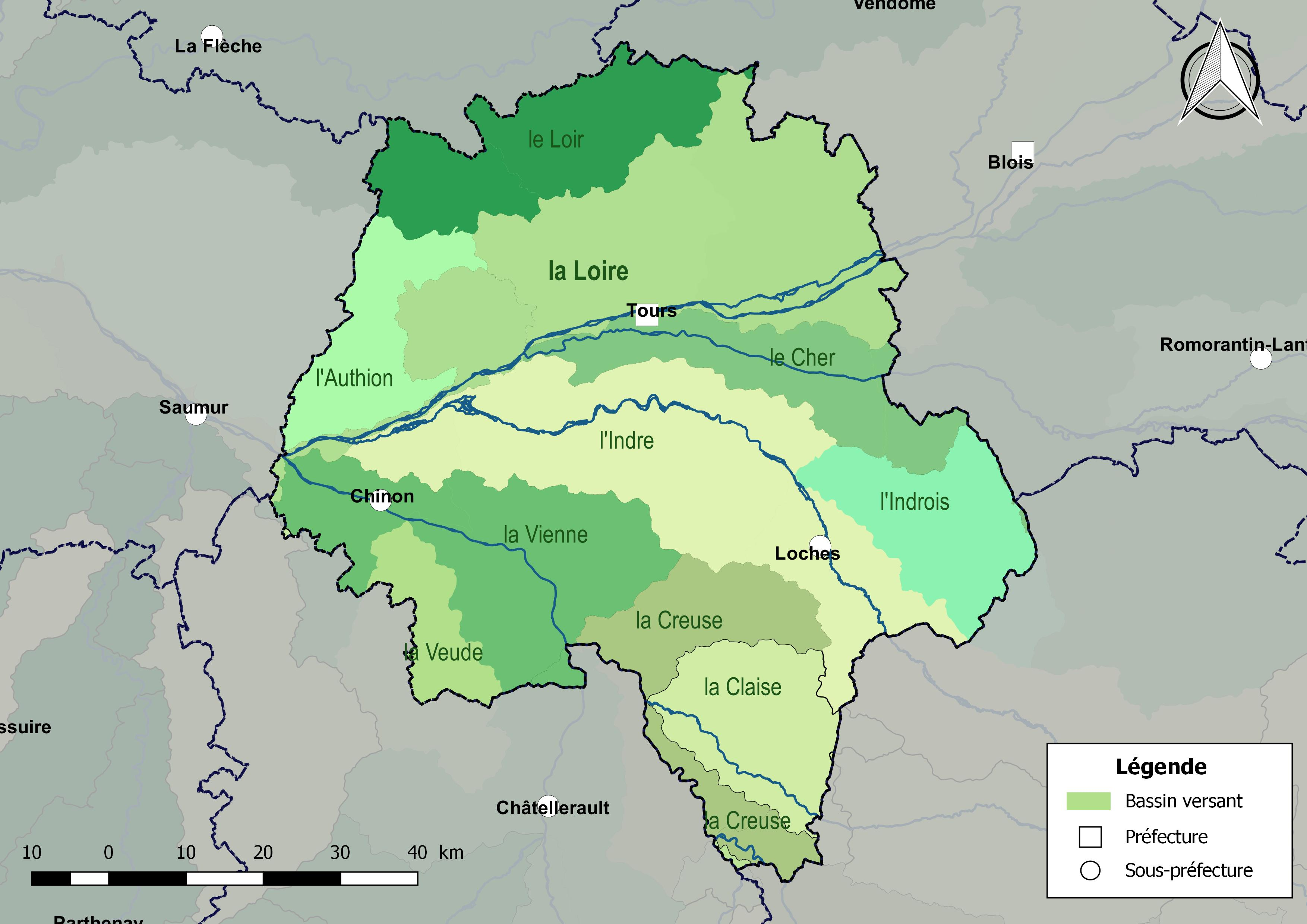
Les principaux bassins versants du département d'Indre-et-Loire.

#### Échelle du bassin
En France, la gestion de l’eau, soumise à une législation nationale et à des directives européennes, se décline par bassin hydrographique, au nombre de sept en France métropolitaine, échelle cohérente écologiquement et adaptée à une gestion des ressources en eau. La Claise est sur le territoire du bassin Loire-Bretagne et l'organisme de gestion à l'échelle du bassin est l'agence de l'eau Loire-Bretagne.

### Organisme gestionnaire
Le syndicat mixte d’aménagement de la Brenne, de la Creuse, de l’Anglin et de la Claise (SMABCAC) est l'organisme gestionnaire du cours d'eau.

## Affluents
La Claise possède cinquante deux affluents.
| Noms                  | km | Noms     | km | Noms     | km |
| --------------------- | -- | -------- | -- | -------- | -- |
| Les Cinq Bondes       | 27 | L6116000 | 3  | L6204860 | 2  |
| L'Yoson               | 25 | L6204620 | 3  | L6204360 | 2  |
| L6116500              | 6  | L6205000 | 3  | L6217100 | 1  |
| Le Chambon            | 4  | L6206300 | 3  | L6204320 | 1  |
| L6204880              | 4  | L6204900 | 3  | L6217300 | 1  |
| L6204400              | 4  | L6205300 | 3  | L6204940 | 1  |
| L6204300              | 4  | L6204820 | 3  | L6114050 | 1  |
| L6206500              | 4  | L6217400 | 3  | L6105100 | 0  |
| L6217200              | 3  | L6204840 | 2  |          |    |
| Courance du Grand Vau | 3  | L6204730 | 2  |          |    |

| Noms                     | km | Noms                      | km | Noms     | km |
| ------------------------ | -- | ------------------------- | -- | -------- | -- |
| Le Brignon               | 24 | Ruisseau de Sauvaget      | 6  | L6217050 | 2  |
| La Muanne                | 15 | L6107400                  | 6  | L6104700 | 2  |
| Le Clecq                 | 13 | L6204340                  | 5  | L6104900 | 2  |
| Ruisseau le Narçay       | 12 | L6204660                  | 3  | L6104750 | 2  |
| Ruisseau le Fonteneau    | 9  | Ruisseau de l'Étang Vieux | 3  | L6116300 | 2  |
| L6105500                 | 8  | L6104300                  | 3  | L6204380 | 1  |
| Rivière la Petite Claise | 7  | L6105000                  | 3  | L6117900 | 0  |
| L6204500                 | 6  | L6116200                  | 2  | L6204280 | 1  |

### Rang de Strahler
Son rang de Strahler est de cinq.

## Hydrologie

### Station de mesures du Grand-Pressigny
Établie à 54 m d'altitude, la station de mesure est située sur la commune du Grand-Pressigny (Indre-et-Loire). Elle fut mise en service le 1er janvier 2017 à 00h00. C'est une station de type « station à une échelle » et son statut est « station avec signification hydrologique ».
Son débit a été observé pendant une période de 35 ans (1973-2007), à une dizaine de kilomètres du confluent avec la Creuse. La surface prise en compte est de 897 km2, pour un bassin versant qui en fait 1 123 (soit 80 % du bassin).
Le module de la rivière au Grand-Pressigny est de 4,50 m3/s.
La Claise présente des fluctuations saisonnières de débit importantes, avec des hautes eaux d'hiver-printemps portant le débit mensuel moyen à un niveau situé entre 6,08 et 8,58 m3/s, de décembre à avril inclus (maximum en janvier), et des basses eaux d'été de juillet à septembre, avec une baisse du débit moyen mensuel allant jusque 0,802 m3 au mois d'août (1,10 en juillet et 1,07 m3/s en septembre), ce qui reste acceptable.

### Étiage ou basses eaux
Cependant, le VCN3 peut chuter jusque 0,140 m3, au Grand-Pressigny, en cas de période quinquennale sèche, soit 140 litres par seconde, ce qui devient sévère.

### Crues
D'autre part, les crues peuvent être assez importantes. Au Grand-Pressigny, les QIX 2 et QIX 5 valent respectivement 42 et 62 m3. Le QIX 10 vaut 75 m3/s, tandis que le QIX 20 se monte à 87 m3 et le QIX 50 à 100 m3/s.

### Lame d'eau et débit spécifique
La Claise est un cours d'eau peu abondant. La lame d'eau écoulée dans son bassin est de 159 millimètres annuellement, ce qui est médiocre, très nettement inférieur à la moyenne d'ensemble de la France, mais également à celle de l'ensemble du bassin versant de la Loire (244 millimètres). Le débit spécifique (ou Qsp) atteint 5 litres par seconde et par kilomètre carré de bassin.

### État des masses d'eau et objectifs
Pour les cours d’eau, la délimitation des masses d’eau est basée principalement sur la taille du cours d’eau et la notion d’hydro-écorégion. Ces masses d’eau servent ainsi d’unité d’évaluation de l’état des eaux dans le cadre de la directive européenne.
La Claise fait partie des masses d'eaux codifiée FRGR0425 et FRGR0426 et dénommée « La Claise et ses affluents depuis la source jusqu'à la confluence avec le rau des Cinq Bondes et La Claise depuis la confluence du rau des Cinq Bondes jusqu'à la confluence avec la Creuse ».
Le schéma directeur d'aménagement et de gestion des eaux (Sdage) Loire-Bretagne est un document de planification dans le domaine de l’eau. Il définit, pour une période de six ans les grandes orientations pour une gestion équilibrée de la ressource en eau ainsi que les objectifs de qualité et de quantité des eaux à atteindre dans le bassin Loire-Bretagne. L'état des lieux 2013 défini dans la SDAGE 2016 – 2021 et les objectifs à atteindre pour cette masse d'eau sont les suivants,, :
| Code masse d'eau | Libellé masse d'eau                                                                           |
| ---------------- | --------------------------------------------------------------------------------------------- |
| FRGR0425         | La Claise et ses affluents depuis la source jusqu'à la confluence avec le rau des Cinq Bondes |
| FRGR0426         | La Claise depuis la confluence du rau des Cinq Bondes jusqu'à la confluence avec la Creuse    |

|          | Écologique | Biologique | Physico-chimie générale | Polluants spécifiques |
| -------- | ---------- | ---------- | ----------------------- | --------------------- |
| FRGR0425 | Moyen      | Moyen      | Bon état                | Bon état              |
| FRGR0426 | Bon état   | Bon état   | Bon état                | Bon état              |

|          | Écologique | Chimique | Global   |
| -------- | ---------- | -------- | -------- |
| FRGR0425 | Bon état   | Bon état | Bon état |
| FRGR0426 | Bon état   | Bon état | Bon état |

## Histoire
La Claise a donné son nom aux deux communes de Bossay-sur-Claise et Preuilly-sur-Claise.

## Aménagements et écologie

### Activités économiques
Navigable sur des courtes sections (nombreux petits barrages et écluses).

### Milieu naturel
La Claise de la confluence avec l'Yoson jusqu'à la confluence avec la Creuse sont classés dans la liste 1 au titre de l'article L. 214-17 du code de l'environnement sur le Bassin Loire-Bretagne. Du fait de ce classement, aucune autorisation ou concession ne peut être accordée pour la construction de nouveaux ouvrages s'ils constituent un obstacle à la continuité écologique et le renouvellement de la concession ou de l'autorisation des ouvrages existants est subordonné à des prescriptions permettant de maintenir le très bon état écologique des eaux.
Le cours d'eau est de première catégorie dans le département d'Indre-et-Loire. Il est de deuxième catégorie sur le reste de son parcours.

#### Réserve biologique
Un cours d’eau est considéré comme réserve biologique lorsqu'il comprend une ou plusieurs zones de reproduction ou d’habitat des espèces de phytoplanctons, de macrophytes et de phytobenthos, de faune benthique invertébrée et l’ichtyofaune, et permet leur répartition dans un ou plusieurs cours d’eau du bassin versant. Les réservoirs biologiques, nécessaires au maintien ou à l’atteinte du bon état écologique des cours d’eau, correspondent donc :
- à un tronçon de cours d’eau ou annexe hydraulique qui va jouer le rôle de pépinière, de « fournisseur » d’espèces susceptibles de coloniser une zone naturellement ou artificiellement appauvrie (réensemencement du milieu) ;
- à des aires où les espèces peuvent accéder à l’ensemble des habitats naturels nécessaires à l’accomplissement des principales phases de leur cycle biologique (reproduction, abri-repos, croissance, alimentation).

Dans le cadre des travaux préparatoires à l'élaboration de ce classement au sein du SDAGE Loire-Bretagne 2016-2021, La Claise depuis la confluence du rau des Cinq Bondes jusqu'à sa confluence avec la Creuse, est répertorié comme réserve biologique, sous l'identifiant RESBIO_329. Les espèces présentes sont : la mulette perlière et la truite fario.